# EPFL Innovation Park
L'EPFL Innovation Park est un incubateur de start-up basé sur le campus de Lausanne. 
Il regroupe essentiellement des startups et des projets en développement, mais aussi des fondations et entreprises.

## Historique
L'EPFL Innovation Park est le premier parc scientifique de Suisse. Fondé en 1993, il est composé de treize bâtiments. En 2019, il accueille plus de 2200 employés, 26 grandes compagnies, 116 start-up et plus de 75 projets dans son incubateur,.
L'EPFL Innovation Park promeut les start-ups et accélère leur développement en leur offrant une visibilité et des services d'accompagnements. En 2020, il permet ainsi la création de 25 nouvelles entreprises et des levées de fonds pour un montant total de 293 millions de francs suisses. 

## Composition

### Fondation EPFL Innovation Park
La fondation EPFL Innovation Park gère le parc immobilier et la maintenance des infrastructures. La fondation offre de nombreux services pour l'accompagnement des porteurs de projets. Il peut s'agir de prestations sur mesure ou groupée sur des thématiques transversales,.

### Incubateurs

#### La Forge
Situé au cœur du l'EPFL Innovation Park, La Forge est un incubateur pour les jeunes pousses et offre un environnement unique aux projets et entreprises en démarrage pour affiner leur modèle d'affaires et accélérer leur croissance. La Forge offre un accompagnement personnalisé des projets et des services logistiques (salle de conférence, cabines de réunion et connexion internet gratuite et imprimante).

#### Le Garage
Le service vise à offrir des locaux à prix réduits pour les spin-off EPFL ou les jeunes startups ayant un lien fort avec l'EPFL. 

#### Tech4Eva
Lan Zuo Gillet lance le programme Tech4Eva en 2021. Il s'agit d'un accélérateur de startup qui développe des technologies visant à améliorer la santé des femmes,.

### Les startups
L'ensemble des startups est à retrouver sur le site dédié de l'EPFL Innovation Park.
Les startups bénéficient d'un écosystème favorable à leur développement et leur organisation. En plus des aspects logistiques et des services proposés par l'infrastructure, les startups basées sur l'EPFL Innovation Park bénéficient de l'accès direct aux 300 laboratoires de recherches et à pléthores d'étudiants motivés à contribuer à leur croissance. L'EPFL Innovation Park canalise de facto les investisseurs et les organismes en lien avec les financements (banques, fonds d'investissements, pool d'investisseurs, investisseurs privés, etc). 

### Entreprises installées
L’EPFL Innovation Park accueille toute entreprise innovante souhaitant collaborer avec l’EPFL pour y installer une cellule d’innovation,. Y sont notamment installées : Logitech, AC Immune, les CFF, CYD - Cyber Defense Campus,  le Groupe PSA, Global ID et Merck.

### Formation continue
La Formation Continue UNIL-EPFL regroupe les activités de formation issues de l’Université de Lausanne et de l’École Polytechnique Fédérale de Lausanne. S’appuyant sur une recherche de pointe et une longue expérience dans le domaine de la formation continue universitaire, ces deux Hautes Écoles Universitaires collaborent pour offrir aux professionnels et entreprises plus de 200 programmes dans des domaines variés.

### Réseautage

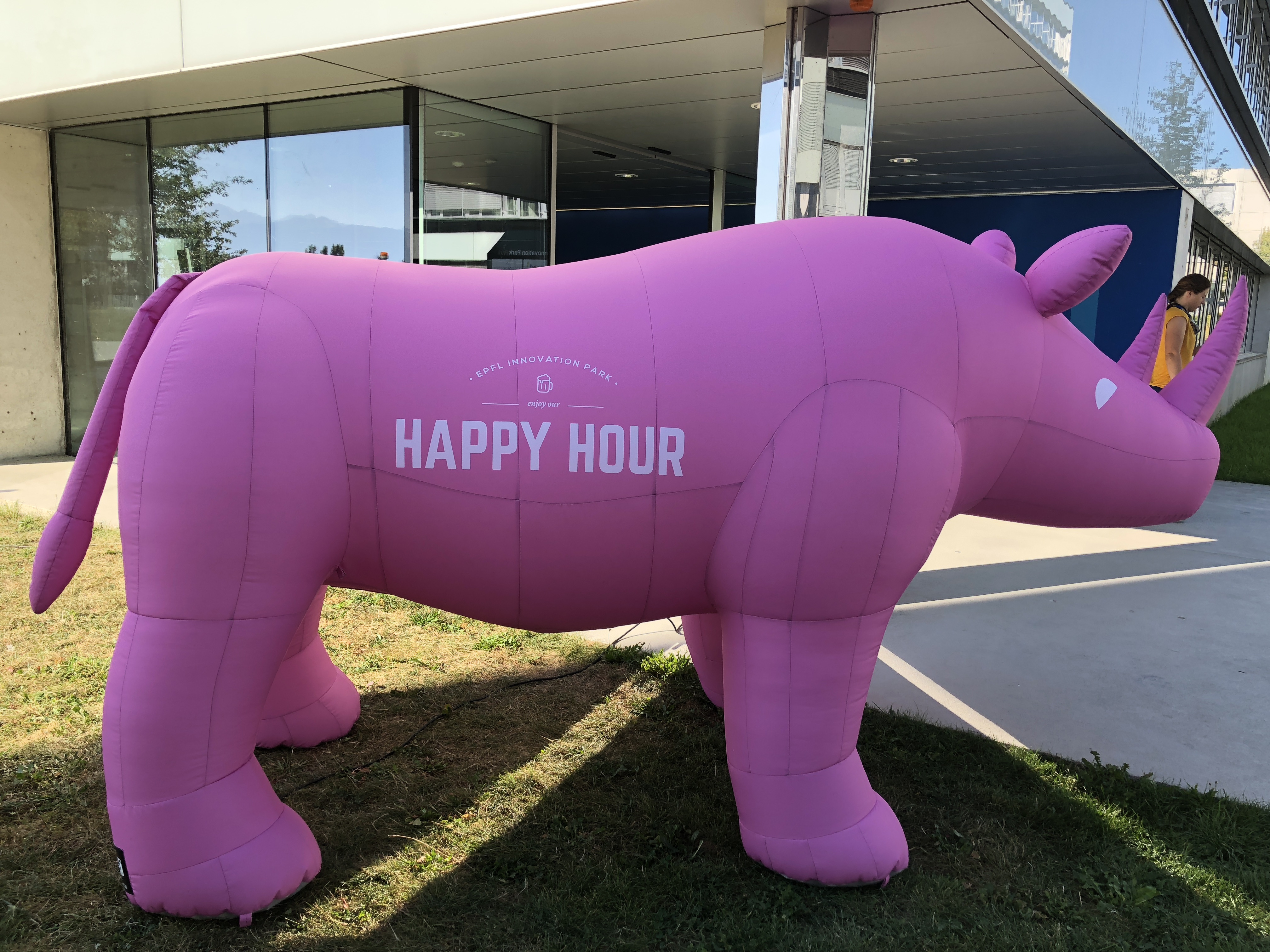
Happy Hour à l'EPFL Innovation Park

Pour créer des synergies et des rencontres entre les startups et entreprises installées sur le parc scientifique, l'EPFL Innovation Park organise des événements sur des thématiques transversales ou encore des séries de présentation des startups.
Des temps conviviaux sont organisés par les équipes de l'EPFL Innovation park. Cela permet de favoriser des rencontres et des échanges. L'Happy hour fait partie de ces moments, soutenus par les entreprises elles-mêmes qui y contribuent.